# Coppa del mondo di marcia 2002
La Coppa del mondo di marcia 2002 (2002 IAAF World Race Walking Cup) si è svolta a Torino, in Italia, nei giorni 12 e 13 ottobre

## Medagliati

### Uomini
| Specialità           | Oro              | Prestazione | Argento          | Prestazione | Bronzo          | Prestazione |
| 20 km                | Jefferson Pérez  | 1h21'26"    | Vladimir Andreev | 1h21'50"    | Alejandro López | 1h22'01"    |
| 50 km                | Aleksej Voevodin | 3h40'59"    | German Skurygin  | 3h42'08"    | Tomasz Lipiec   | 3h45'37"    |
| Gara a squadre 20 km | Russia           | 24 pt.      | Bielorussia      | 28 pt.      | Italia          | 34 pt.      |
| Gara a squadre 50 km | Russia           | 7 pt.       | Francia          | 59 pt.      | Cina            | 78 pt.      |

### Donne
| Specialità     | Oro           | Prestazione | Argento           | Prestazione | Bronzo             | Prestazione |
| 20 km          | Erica Alfridi | 1h28'55"    | Olimpiada Ivanova | 1h28'57"    | Natal'ja Fedoskina | 1h28'59"    |
| Gara a squadre | Russia        | 9 pt.       | Italia            | 26 pt.      | Romania            | 42 pt.      |